# Zwack
Zwack je mađarska tvrtka sa sjedištem u Budimpešti, koja se bavi proizvodnjom likera i alkoholnih pića. Tvrtka proizvodi biljni liker od 40% alkohola poznat kao Unicum iz tajne mješavine više od četrdeset različitih bilja i začina. Unicum je poznat kao jedno od nacionalnih pića Mađarske.
Tvrtka je također distributer niza međunarodnih brandova kao što su Johnnie Walker, Baileys, Smirnoff, Hennessy i Gordons. Zwack je uvršten na burzu u Budimpešti od 1993. godine.
Unicum je mađarski biljni liker sličan pelinkovcu, koji se pije kao aperitiv. Liker proizvodi tvrtka Zwack prema tajnoj formuli od više od četrdeset biljaka; piće se čuva u hrastovim bačvama. Za vrijeme komunizma u Mađarskoj, obitelj Zwack živjela je u izgnanstvu u New Yorku i Chicagu, a Unicum u Mađarskoj proizveden je drugačijom formulom. Prije preseljenja u SAD, Janos Zwack povjerio je obiteljskom prijatelju u Milanu proizvodnju Unicuma na temelju izvorne recepture. Nakon pada komunizma, Péter Zwack se vratio u Mađarsku i obnovio proizvodnju izvornoga Unicuma.
Unicum se smatra jednim od nacionalnih pića Mađarske. Proizvodni pogon nudi obilaske koji uključuju degustaciju dviju različitih sorti (Unicum i Unicum Plum). Prema proizvođaču, originalni Unicum više se ne distribuira u SAD-u, jer ga je zamijenio Unicum Next (slađe, tanje tijelo s istaknutijim okusom citrusa), re-brandirano kao Zwack.